# Válečný vějíř

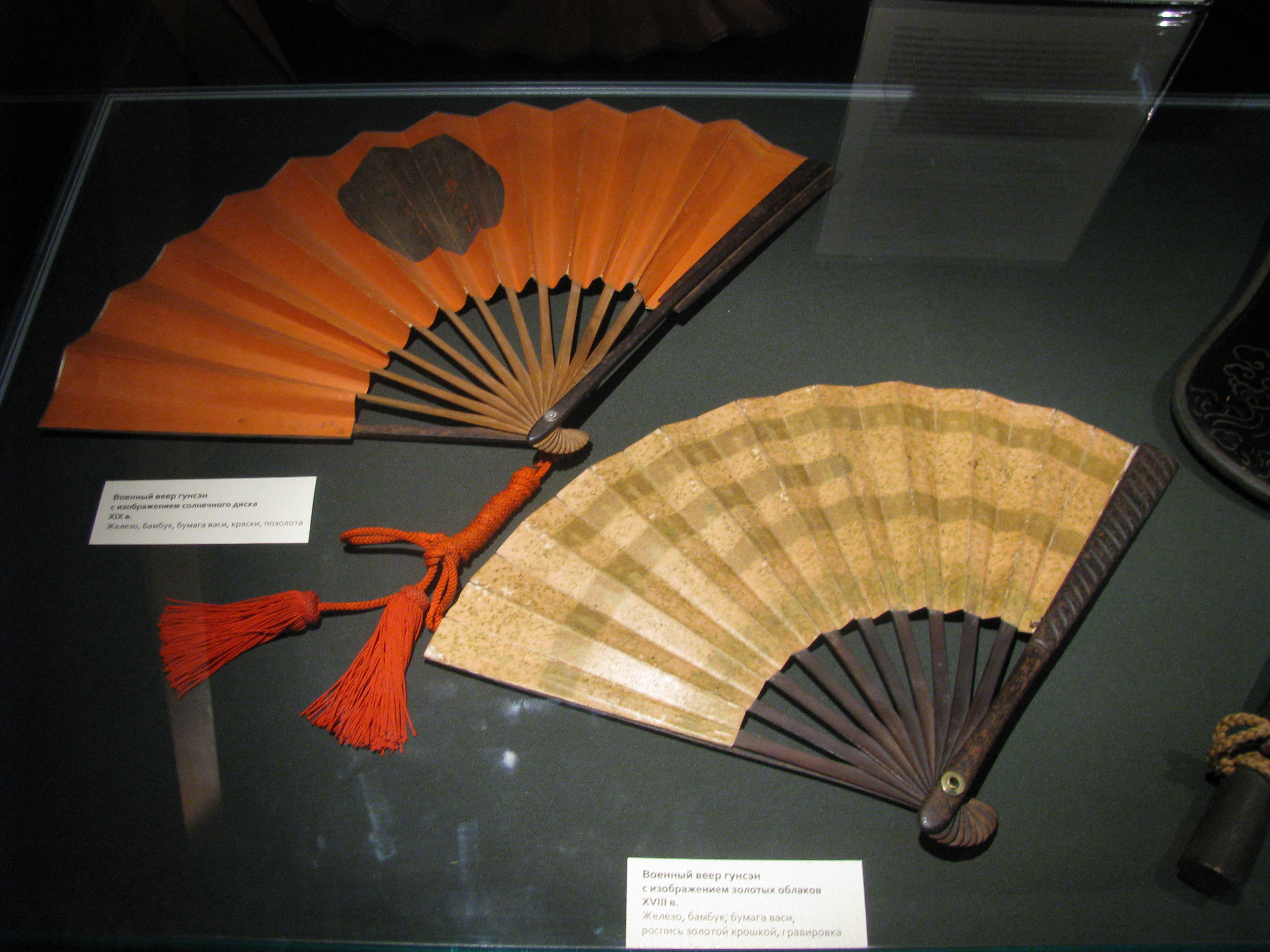
Japonské válečné vějíře

Válečný vějíř je vějíř uzpůsobený k boji. Byly využívaný japonskými samuraji. K boji je používaly také takzvané kunoiči (ženský nindža). Umění boje s vějířem se nazývá tessendžucu.

## Typy vějířů
- Gunsen - byl skládací vějíř, který bojovníci používali k ovívání. Vnitřní paprsky byly vyráběny ze dřeva, bronzu či mosazi. Pro vnější paprsky se často používaly tenké plátky železa. To zaručovalo, že byl vějíř lehký a zároveň pevný.
- Tessen - byl skládací vějíř, jehož vnější paprsky byly tvořeny z tlustých plechů železa. Byl navržený tak, aby vypadal jako obyčejný ovívací vějíř. Samurajové si tak tessen mohli vzít i tam, kde byly meče nebo jiné zbraně zakázány. Tento vějíř byl používán také pro odrážení šípů, jako vrhací zbraň i jako pomůcka při plavání.
- Gunbai - byl velký otevřený vějíř ze železa nebo ze dřeva. Nosili jej vysoce postavení důstojníci. Gunbai se používal k odrážení šípů, k signalizaci vojskům i jako slunečník.

## Válečné vějíře mimo Japonsko
K obranným a útočným účelům byly vějíře používány také v čínských a korejských bojových uměních. V Číně je nazývají tchie šan (铁扇). Korejci jim říkají buchae (부채).

## Galerie

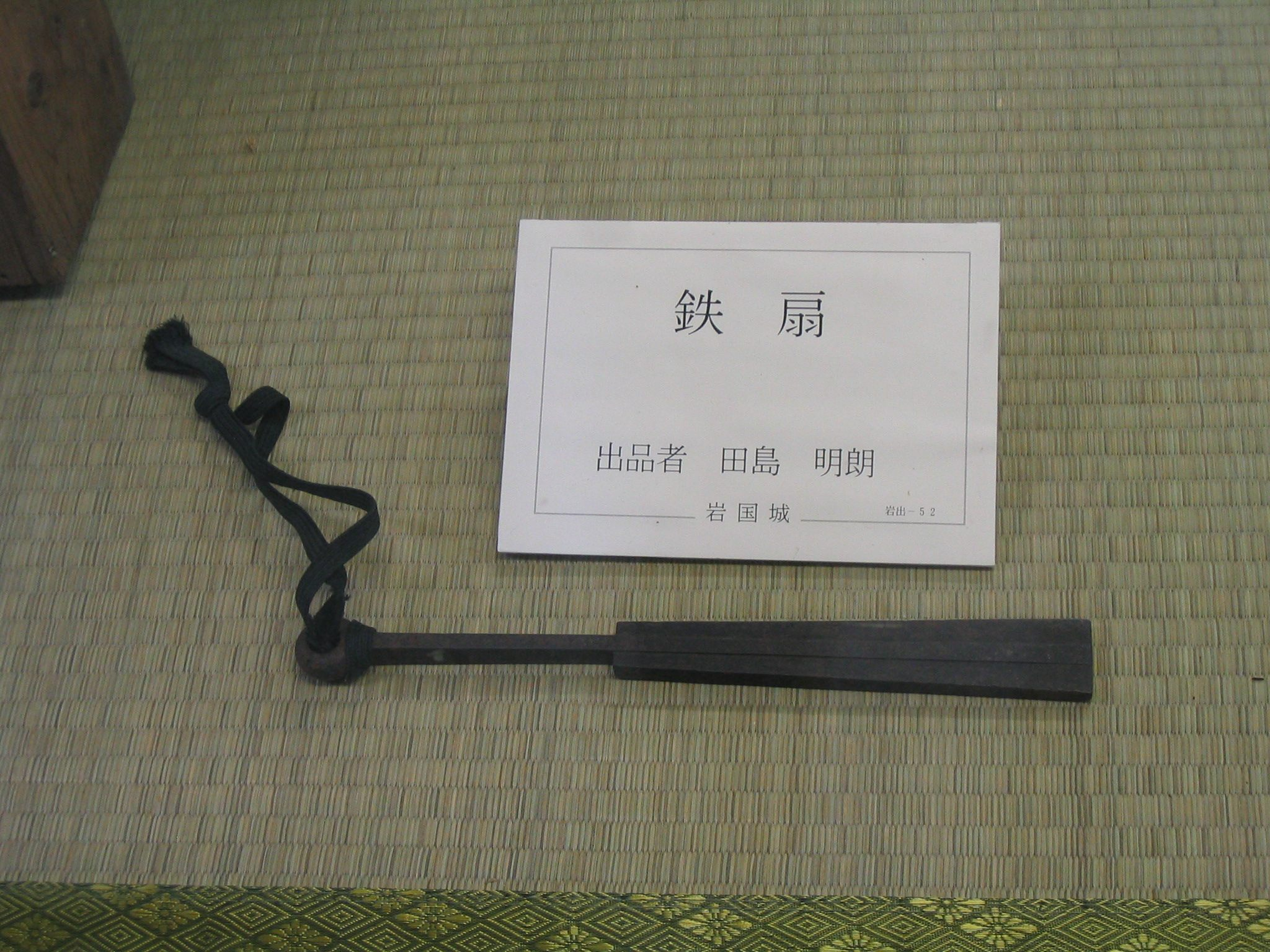
Tessen z hradu Iwakuni
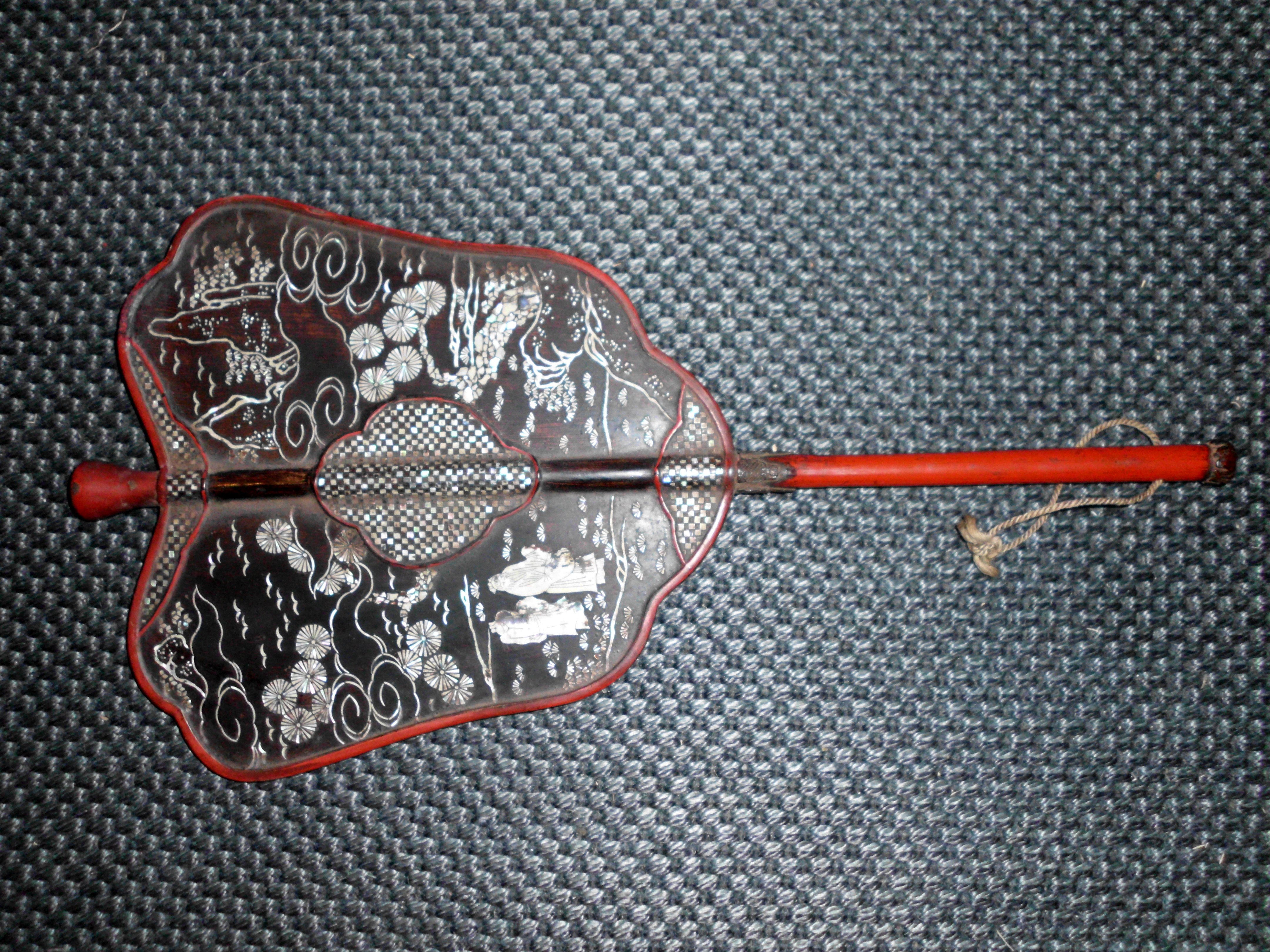
Gunbai
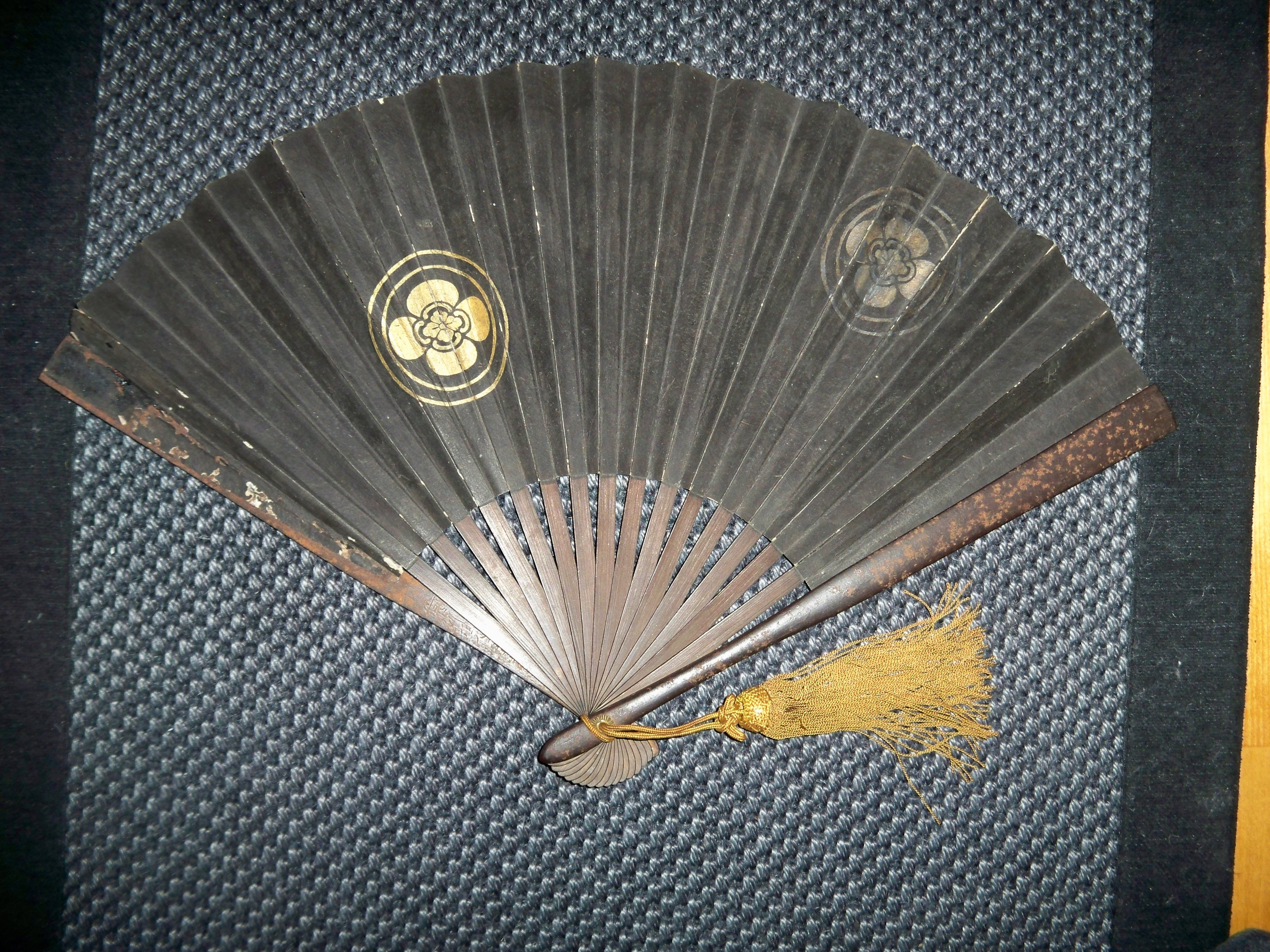
Gunsen